# 中国摄影史

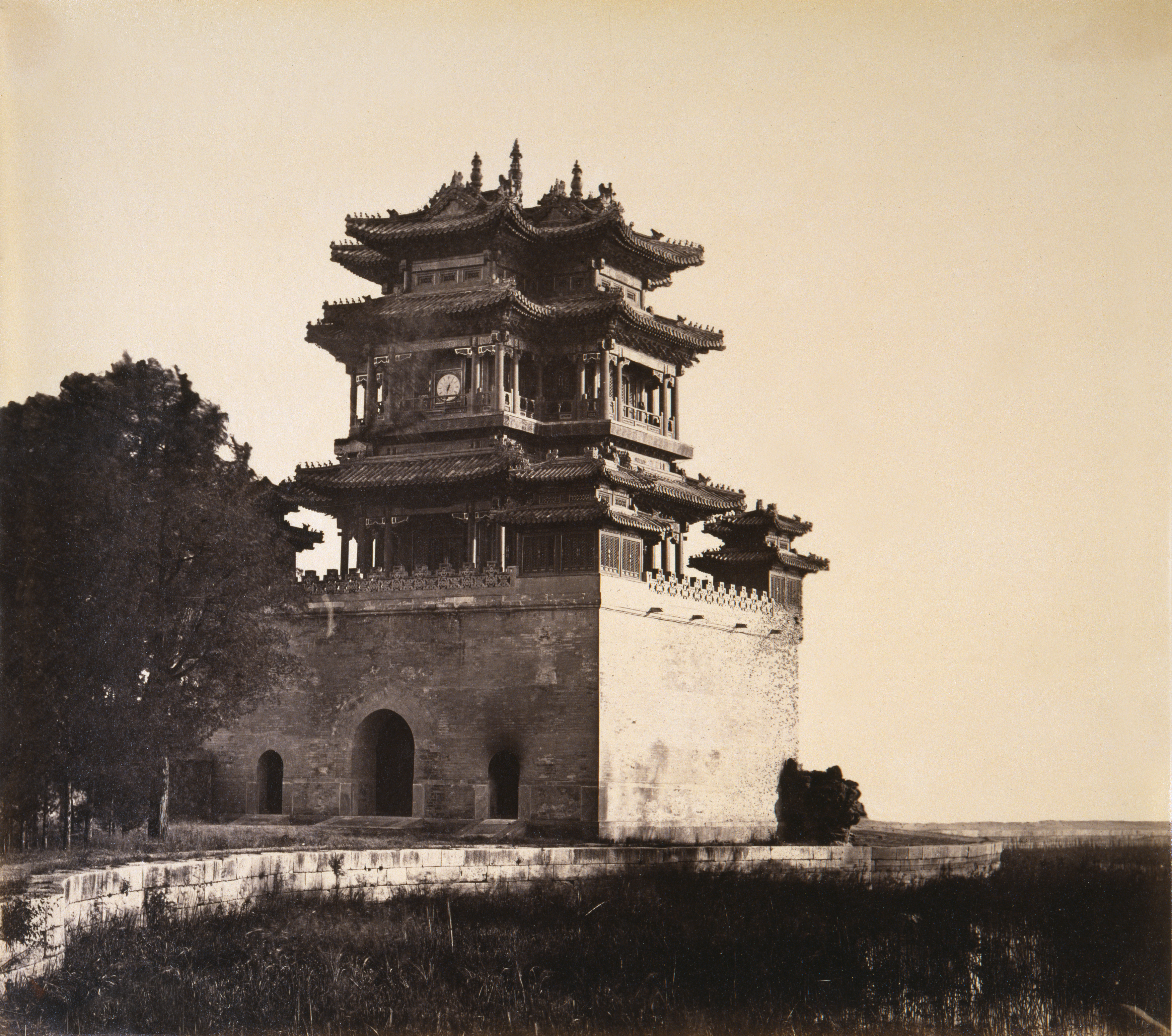
颐和园文昌阁，由费利斯·比托拍摄于1860年。

中国的摄影发展历史可以追溯到第一次鸦片战争结束后。1842 年《南京条约》迫使中国开放广州、福州、厦门、宁波、上海五处通商口岸，打破了清朝闭关锁国的状态，1839年诞生的摄影术随即与前往中国的西方人一同进入中国。19世纪50年代，西方摄影师在沿海港口城市开设摄影工作室，但很快他们的中国助手和当地的竞争对手就把照相馆扩展到所有地区。第二次鸦片战争再一次间接推动了中国摄影史的发展，这时的外国人无需签证即可在中国自由旅行，这之后涌现了众多知名的西方摄影师及摄影作品，比如英意双重国籍摄影师费利斯·比托，英国摄影师约翰·汤姆逊。到了十九世纪末，主要的城市都有照相馆，中国的中产阶层可以在那里为家庭庆典拍摄人像。西方和中国的摄影师记录了普通的街头生活、重大战争和著名人物。富裕的中国人把摄影作为一种爱好，比如慈禧太后曾多次拍摄自己的肖像。
学者麦卡雷利（英語：Meccarelli）认为，中国摄影的早期发展是多种因素共同作用的结果。 这些因素包括对光学的研究（照相机暗箱的发明），现代化学的发展（光敏物质），西医（特别是解剖学）的传播和扎根，以及西方人和传教士的存在（他们掌握了摄影工具的使用方法与经验技巧）。当时的摄影师不但对记录他们所看到的东西感兴趣，而且还使用新技术表达传统美学和诗学。
在二十世纪，就像世界其他区域一样，摄影用于娱乐、档案记录、新闻传播、政治宣传与美术。